# Philippe Vatuone
Philippe Vatuone est un gymnaste artistique français né le 13 avril 1962 à Sète.

## Biographie
Philippe Vatuone est vice-champion du monde 1983 à la barre fixe ; aux Championnats d'Europe de gymnastique artistique masculine 1983, il remporte la médaille de bronze à la barre fixe et au sol.
Lors des Jeux olympiques d'été de 1984 se tenant à Los Angeles, il remporte la médaille de bronze au sol, termine sixième au concours par équipe et 22e au concours général.
Il est médaillé d'argent au sol aux Championnats d'Europe de gymnastique artistique masculine 1985.